# Emil Theodor Kocher
Emil Theodor Kocher (25. srpna 1841, Bern – 27. července 1917, tamtéž) byl švýcarský lékař, nositel Nobelovy ceny za fyziologii a medicínu z roku 1909 za výzkum štítné žlázy.

## Život
Emil Theodor Kocher se narodil ve švýcarském Bernu v roce 1841. Roku 1865 absolvoval medicínu na Bernské univerzitě. Následně studoval v Berlíně, Londýně, Paříži a ve Vídni, kde byl žákem Theodora Billrotha. V roce 1872 se na Bernské univerzitě stal profesorem chirurgie a vedoucím univerzitní kliniky, jímž zůstal až do důchodu. Zemřel roku 1917.
Kocher publikoval velké množství odborných prací a učebnic. Jako jeden z prvních chirurgů uplatňoval aseptické principy Josepha Listera. Za svůj výzkum štítné žlázy v roce 1909 obdržel Nobelovu cenu za fyziologii a medicínu. Do roku 1912 provedl až 5 tisíc výřezů štítné žlázy. Podařilo se mu snížit úmrtnost při takové operaci z 18 procent na méně než 0,5 procent. Dále se podílel na zdokonalení léčby dědičných malformací i zlomenin a operací žaludku, plic, hlavových nervů, jazyka a kýly. Vymyslel rovněž mnoho nových chirurgických metod, nástrojů a zařízení, například Kocherovy svorky nebo metodu pro snížení dislokace ramene.